# César-díj a legjobb rövidfilmnek
A legjobb rövidfilm César-díját (franciául César du meilleur court-métrage) a francia Filmművészeti és Filmtechnikai Akadémia 1992 óta ítéli oda a kisjátékfilmek elismerésére. Átadása a „Césarok éjszakája” elnevezésű gálaünnepségen történik minden év február végén, március elején.
A rövidfilmeket a 2. César-gála óta jutalmazzák Césarral. 1977 és 1991 között csak az eredeti forgatókönyv alapján készült fikciós kisjátékfilmek vehettek részt a megmérettetésben, a díj neve is César-díj a legjobb fikciós rövidfilmnek volt. 1992-ben e műfaji megkötést feloldották. A végső szavazásra bocsátott alkotások száma az idők során többször változott: 4-5 volt. 2007 óta a jelölések száma öt.
A nagyjátékfilmektől eltérően nem minden, egy-egy évben készült rövidfilm kerül az Akadémia tagjai elé, hanem egy előzetes szűrésen esnek át. Az Akadémia Rövidfilm Bizottsága választ ki 12 alkotást azon francia filmek közül, amelyek:
- hossza – 35 mm-es kópia esetén – nem haladja meg az 1600 métert,[1] vagy – más rögzítési mód esetében – időbeni hossza nem haladja meg az egy órát;
- megkapták a Nemzeti Filmközpont (Centre National de la Cinématographie) filmes alkotásokat osztályozó bizottságának forgalmazási engedélyét a díjátadó előtti június 30-ig terjedő egy év alatt.[2]

A Rövidfilm Bizottság olyan akadémiai tagok közül kerül ki, akik szakmájuk folytán különösen jól ismerik a rövidfilmgyártás világát. Az általuk kiválasztott 12-es listát az Akadémia tanácsa hagyja jóvá. A rövidfilmeket DVD-re másolva küldik ki a tagoknak, hogy kiválaszthassák az öt César-jelöltet.
A díjjal járó trófeát az alkotások rendezőinek adják át, de kap szobrocskát a film arra felhatalmazott producere is. Koprodukciós filmek esetében maximum két produkciós iroda megbízott producerei vehetnek át Césart. További gyártók esetében, kérésükre ők is kaphatnak szobrocskát, de csak a trófea gyártási költségeinek megtérítése fejében.

## Díjazottak és jelöltek
A díjazottak vastagítással vannak kiemelve. Az évszám a díjosztó gála évét jelzi, amikor az előző évben forgalmazásra került film elismerésben részesült.

### 1990-es évek
| Év   | Díjazottak és jelöltek |
| ---- | --- |
| 1992 | - 25 décembre 58, 10h36, rendezte: Diane Bertrand - Haut pays des neiges, rendezte: Bernard Palacios - Herman Heinzel, ornithologue, rendezte: Jacques Mitsch - La saga des Glaises, rendezte: David Ferre, Olivier Thery Lapiney                                            |
| 1993 | - Versailles, rive gauche, rendezte: Bruno Podalydes - Hammam, rendezte: Florence Miailhe - Le balayeur, rendezte: Serge Elissalde - Omnibus, rendezte: Sam Karmann |
| 1994 | - Gueule d'atmosphère, rendezte: Olivier Péray - Comment font les gens, rendezte: Pascale Bailly - Empreintes, rendezte: Camille Guichard - Ex memoriam, rendezte: Beriou |
| 1995 | - La vis, rendezte: Didier Flamand - Deus ex machina, rendezte: Vincent Mayrand - Elles, rendezte: Joanna Quinn - Émilie Muller, rendezte: Yvon Marciano |
| 1996 | - A hal és a szerzetes (Le moine et le poisson), rendezte: Michael Dudok de Wit - Corps inflammables, rendezte: Jacques Maillot - Le bus, rendezte: Jean-Luc Gaget - Roland, rendezte: Lucien Dirat                                                                          |
| 1997 | - Mme Jacques sur la croisette, rendezte: Emmanuel Finkiel - Dialogue au sommet, rendezte: Xavier Giannoli - Un taxi pour Aouzou, rendezte: Issa Serge Coelo - Nyári ruha (Une robe d'été), rendezte: François Ozon - Une visite, rendezte: Philippe Harel                   |
| 1998 | - Des majorettes dans l'espace, rendezte: David Fourier - Ferrailles, rendezte: Laurent Pouvaret - Seule, rendezte: Érick Zonca - Tout doit disparaître, rendezte: Jean-Marc Moutout - La vieille Dame et les pigeons, rendezte: Sylvain Chomet                              |
| 1999 | - L’interview, rendezte: Xavier Giannoli - La vache qui voulait sauter par dessus l’église, rendezte: Guillaume Casset - La vieille Barrière, rendezte: Lyèce Boukhitine - Les pinces à linge, rendezte: Joël Brisse - Tueurs de petits poissons, rendezte: Alexandre Gavras |

### 2000-es évek
| Év   | Díjazottak és jelöltek |
| ---- | --- |
| 2000 | - Sale bâtard, rendezte: Delphine Gleize - À lombre des grands baobabs, rendezte: Rémy Tamalet - Acide animé, rendezte: Guillaume Bréaud - Camping sauvage, rendezte: Abd-el-Kader Aoun, Giordano Gederlini - Rue Bleue, rendezte: Chad Chenouga                          |
| 2001 | - Salam, rendezte: Souad El-Bouhati (megosztva) - Un petit air de fête, rendezte: Éric Guirado (megosztva) - A világ szélén (Au bout du monde), rendezte: Konstantin Bronzit - Le puits, rendezte: Jérôme Boulbes                                                         |
| 2002 | - Au premier dimanche d'août, rendezte: Florence Miailhe - Des morceaux de ma femme, rendezte: Frédéric Pelle - La pomme, la figue et l'amande, rendezte: Joël Brisse - Les filles du douze, rendezte: Pascale Breton - Millevaches [Expérience], rendezte: Pierre Vinour |
| 2003 | - Peau de vache, rendezte: Gérald Hustache-Mathieu - Candidature, rendezte: Emmanuel Bourdieu - Ce vieux rêve qui bouge, rendezte: Alain Guiraudie - Squash, rendezte: Lionel Bailliu                                                                                     |
| 2004 | - L'homme sans tête, rendezte: Juan Solanas - La chatte andalouse, rendezte: Gérald Hustache-Mathieu - Megvárom a következőt... (J'attendrai le suivant...), rendezte: Philippe Orreindy - Pacotille, rendezte: Éric Jameux                                               |
| 2005 | - Cousines, rendezte: Lyes Salem - Hymne à la gazelle, rendezte: Stéphanie Duvivier - La méthode Bourchnikov, rendezte: Grégoire Sivan - Les parallèles, rendezte: Nicolas Saada                                                                                          |
| 2006 | - After Shave, rendezte: Hany Tamba - La peur, petit chasseur, rendezte: Laurent Achard - Obras, rendezte: Hendrick Dusollier - Sous le bleu, rendezte: David Oelhoffen                                                                                                   |
| 2007 | - Fais de beaux rêves, rendezte: Marilyne Canto - Bonbon au poivre, rendezte: Marc Fitoussi - La leçon de guitare, rendezte: Martin Rit - Le mammouth Pobalski, rendezte: Jacques Mitsch - Les volets, rendezte: Lyèce Boukhitine                                         |
| 2008 | - Le Mozart des pickpockets, rendezte: Philippe Pollet-Villar - Deweneti, rendezte: Dyana Gaye - La promenade, rendezte: Marina de Van - Premier voyage, rendezte: Grégoire Sivan - Rachel, rendezte: Frédéric Mermoud                                                    |
| 2009 | - Morzsák (Les miettes), rendezte: Pierre Pinaud - Les paradis perdus, rendezte: Hélier Cisterne - Skhizein, rendezte: Jérémy Clapin - Taxi Wala, rendezte: Lola Frederich - Une leçon particulière, rendezte: Raphaël Chevènement                                        |

### 2010-es évek
| Év   | Díjazottak és jelöltek |
| ---- | --- |
| 2010 | - Lányoknak ingyenes (C'est gratuit pour les filles), rendezte: Claire Burger és Marie Amachoukeli - ¿Dónde está Baigorria?, rendezte: Edouard Deluc - A két William (Les Williams), rendezte: Alban Mench - La maison des autres, rendezte: Foued Mansour - Séance familiale, rendezte: Cheng Chui Kuo |
| 2011 | - Logorama, rendezte: H5 (François Alaux, Hervé de Crécy, Ludovic Houplain) - Monsieur l'Abbé, rendezte: Blandine Lenoir - Petit tailleur, rendezte: Louis Garrel - Un transport en commun, rendezte: Dyana Gaye - Une pute et un poussin, rendezte: Clément Michel                                     |
| 2012 | - L'accordeur, rendezte: Olivier Treiner - J'aurais pu être une pute, rendezte: Baya Kasmi - Je pourrais être votre grand-mère, rendezte: Bernard Tanguy - La France qui se lêve tôt, rendezte: Hugo Chesnard - A világ nők nélkül (Un monde sans femmes), rendezte: Guillaume Brac                     |
| 2013 | - Le cri du homard – rendező: Nicolas Guiot - Ce n'est pas un film de cow-boys – rendező: Benjamin Parent - Ce qu'il restera de nous – rendező: Vincent Macaigne - La vie parisienne – rendező: Vincent Dietschy - Les meutes – rendező: Manuel Schapira                                                |
| 2014 | - Avant que de tout perdre, rendezte: Xavier Legrand - Bambi, rendezte: Sébastien Lifshitz - La fugue, rendezte: Jean-Bernard Marlin - Les lézards, rendezte: Vincent Mariette - Marseille la nuit, rendezte: Marie Monge                                                                               |
| 2015 | - La femme de Rio, rendezte: Emma Luchini, Nicolas Rey - Aïssa, rendezte: Clément Tréhin-Lalanne - Inupiluk, rendezte: Sébastien Betbeder - Les jours d'avant, rendezte: Karim Moussaoui - Oů je mets ma pudeur, rendezte: Sébastien Bailly - La virée à Paname, rendezte: Carine May, Hakim Zouhani    |
| 2016 | - La contre-allée, rendezte: Cécile Ducrocq - Le dernier des céfrans, rendezte: Pierre-Emmanuel Urcun - Essaie de mourir jeune, rendezte: Morgan Simon - Guy Moquet, rendezte: Demis Herenger - Mon héros, rendezte: Sylvain Desclous                                                                   |
| 2017 | - Maman(s), rendezte: Maïmouna Doucouré - Après Suzanne, rendezte: Félix Moati - Au bruit des clochettes, rendezte: Chabname Zariab - Chasse royale, rendezte: Lise Akoka és Romane Gueret - Vers la tendresse, rendezte: Alice Diop                                                                    |
| 2018 | - Les Bigorneaux, rendezte: Alice Vidal - Le Bleu, blanc rouge de mes cheveux, rendezte: Josza Anjembe - Debout Kinshasa !, rendezte: Sébastien Maître - Les Misérables, rendezte: Ladj Ly - Marlon, rendezte: Jessica Palud                                                                            |
| 2019 | - Les petites mains, rendezte: Rémi Allier - Braguino, rendezte: Clément Cogitore - Kapitalistis, rendezte: Pablo Muñoz Gomez - Laissez-moi danser, rendezte: Valérie Leroy - Les Indes galantes, rendezte: Clément Cogitore                                                                            |

### 2020-as évek
| Év   | Díjazottak és jelöltek |
| ---- | --- |
| 2020 | - Pile poil, rendezte: Lauriane Escaffre, Yvonnick Muller - Beautiful Loser, rendezte: Maxime Roy - Chien bleu, rendezte: Fanny Liatard, Jérémy Trouilh - Le chant d’Ahmed, rendezte: Foued Mansour - Nefta Futball Klub (Nefta Football Club), rendezte: Yves Piat |
| 2021 | - Qu'importe si les bêtes meurent, rendezte: Sofia Alaoui - Bal tringue, rendezte: Josza Anjembe - Je serai parmi les amandiers, rendezte: Marie Le Floc'h - L'aventure atomique, rendezte: Loïc Barché - Un adieu, rendezte: Mathilde Profit                       |
| 2022 | - Les mauvais garçons, rendezte: Elie Girard - L’âge tendre, rendezte: Julien Gaspar-Oliveri - Le départ, rendezte: Saïd Hamich Benlarbi - Des gens bien, rendezte: Maxime Roy - Soldat noir, rendezte: Jimmy Laporal-Trésor                                        |
| 2023 | - Partir un jour, rendezte: Amélie Bonnin - Fel a fejjel! (Haut les cœurs)), rendezte: Adrian Moyse Dullin - Le roi David, rendezte: Lila Pinell - Les vertueuses, rendezte: Stéphanie Halfon                                                                       |
| 2024 | - L'Attente, rendezte: Alice Douard - Boléro, rendezte: Nans Laborde-Jourdàa - Rapide, rendezte: Paul Rigoux - Les Silencieux, rendezte: Basile Vuillemin |
| 2025 | - L'Homme qui ne se taisait pas, rendezte: Nebojša Slijepčević - Boucan, rendezte: Salomé Da Souza - Ce qui appartient à César, rendezte: Violette Gitton - Queen Size, rendezte: Avril Besson                                                                      |